# Божик Олександр Анатолійович
Олександр Анатолійович Божик (лат. Oleksandr Bozhyk, * 27 липня 1981, Львів, Україна) — український скрипаль-віртуоз, композитор. Лауреат міжнародних та всеукраїнських конкурсів, призер телевізійних проєктів, зокрема одного з найпопулярніших шоу на українському телебаченні «Україна має талант» (телеканал СТБ).

## Життєпис
Народився Олександр Божик у сім'ї будівельника та спортсменки (після народження сина мати залишила спорт). Навчався у Львівській спеціалізованій музичній школі імені Соломії Крушельницької: спершу оволодівав скрипкою у класі Володимири Шургот, згодом — у класі Юрія Гольди. З десятирічного віку їздив на конкурси та фестивалі як в Україні, так і за кордоном: Чехія, Литва, Польща… Виступав на сцені Львівської національної філармонії — з оркестром та сольними номерами.
У 1999 році вступив до Львівської національної музичної академії імені Миколи Лисенка (клас професора Лідії Шутко). З першого курсу виступає з різними складами ансамблів — як соліст, оркестрант, у складі квартетів, тріо, дуетів та камерного оркестру. На першому курсі стає заступником концертмейстера камерного оркестру «Академія» під керівництвом народного артиста України, професора Артура Микитки. Олександр працював у багатьох оркестрах концертмейстером та заступником концертмейстера, зокрема у Львівській філармонії, в оркестрі Оперної студії при Львівській національній музичній академії, в камерному оркестрі «Леополіс», в оркестрі «Трембіта», в міжнародних оркестрах «INSO-Lviv» та «DaCapo», в оркестрах Львівського оперного театру імені Соломії Крушельницької та Національного академічного українського драматичного театру імені Марії Заньковецької, а також в оркестрах Магдебурга, Києва, Ялти…
Одночасно з навчанням Олександр багато концертував, гастролював країнами Європи та Азії. Зокрема, виступав у Франції, Італії, Нідерландах, Бельгії, Англії, Німеччині, Швейцарії, Австрії, Угорщині, Словенії, Словаччині, Польщі, Литві, Чехії, Росії, Туреччині, Південній Кореї, Об'єднаних Арабських Еміратах. Після закінчення навчання у 2007 році продовжив музичну освіту в аспірантурі. Тоді ж почав експериментувати зі скрипкою: придумувати нові способи гри на інструменті, створювати неординарні номери. У 2009—2010 роках гастролював країнами Європи разом з відомим європейським шоу-меном Гансом Лібергом (дали понад 150 концертів у Нідерландах, Бельгії, Англії, Німеччині, Швейцарії та Австрії).
Указом Президента України № 336/2016 від 19 серпня 2016 року нагороджений ювілейною медаллю «25 років незалежності України».

## Участь в телевізійних шоу
Переворот у кар'єрі Олександра Божика відбувся після участі у шоу на каналі СТБ «Україна має талант!-2». У 2010 році скрипаль став срібним призером цього проєкту. Серед номерів, які підкорили публіку, — гра на двох скрипках одночасно, номер, під час якого на скрипці почергово перерізають струни — допоки не залишається одна, при цьому мелодія продовжується. Заради можливості показати усій Україні свій талант розірвав контракт з Гансом Лібергом та покинув творче життя в Нідерландах. Під час участі у шоу «Україна має талант!» Божику вдалось не тільки змінити ставлення багатьох до класичної музики, яка може звучати неординарно, сучасно та цікаво, а й довести, що скрипалеві з консерваторською освітою під силу бути й успішним шоу-меном.
Після «Україна має талант!-2» український скрипаль-віртуоз став ще й фіналістом популярного російського шоу «Хвилина слави».
8 грудня 2012 року на концерті «Чотири стихії» у рідному місті Львові на сцені Національного театру ім. Марії Заньковецької скрипаль-віртуоз встановив світовий рекорд, він грав одночасно на чотирьох скрипках використовуючи два смички. Олександр Божик був вписаний до Національного реєстру рекордів України та претендує на місце у світовій Книзі рекордів Гіннеса.

## Колективи Олександра Божика
Олександр Божик — засновник та творчий керівник струнного оркестру «Бравіссімо». А у 2012 році заснував новий музичний проєкт — гурт «Божик Бенд», у рамках якого разом із професійними музикантами (гітара, бас, барабани, клавішні) грає класичні твори в рок-аранжуваннях, експериментує зі стилями, композиціями. 7 червня 2012 р. Божик і гурт «Божик Бенд» відкрили офіційну фан-зону Євро-2012 у Львові.

## Музичні проєкти
3 березня 2015 року взяв участь у концерті «Проєкт-Івасюк. Перезавантаження». У проєкті також виступали Піккардійська терція, Оксана Муха, Олександр Божик, Брія Блессінг, джаз-гурт ShokolaD, MANU. На концерті твори Володимира Івасюка зазвучали в електронній та джазовій обробці. Вперше були виконані невідомі інструментальні твори композитора, а також маловідома пісня «Відлітали журавлі». 

## Родина
Дружина Юлія — піаністка, муза, найкраща подруга, перша критикиня.

## Дискографія
- 2015 «Олександр Божик» — DVD, video[8]

## Захоплення
Хоч серце Олександра належить скрипці (коли готується до важливого концерту, то грає по шість годин на день, а щоб підтримувати форму — щонайменше по дві-три години щодня), музикант грає ще й на фортепіано, гітарі, пише музику. З чотирьох років захоплюється футболом. Вболіває за футбольний клуб «Барселона». Інколи грає й сам, зокрема виступав у Чемпіонаті світу за збірну України серед церковних команд. Полюбляє активний відпочинок.